# Leipziger Platz
La Leipziger Platz (Plaza de Leipzig) es una plaza de diseño octogonal erigida entre 1732 y 1738 en la ciudad de Berlín. Ubicada en el distrito de Berlín-Mitte, se encuentra próxima a la Potsdamer Platz y sobre ella se eleva el edificio del Consejo Federal Alemán. Esta plaza fue el centro administrativo alemán antes de la Segunda Guerra Mundial.
En ella también se halla el museo dedicado al pintor surrealista Dalí llamado Dalí. La exposición en Potsdamer Platz.
- Datos: Q672806
- Multimedia: Leipziger Platz / Q672806